# Nephelotus alboplagiatus
Nephelotus alboplagiatus är en skalbaggsart som beskrevs av Stefan von Breuning 1938. Nephelotus alboplagiatus ingår i släktet Nephelotus och familjen långhorningar. Inga underarter finns listade i Catalogue of Life.